# Tiago Ilori
Tiago Abiola Delfim Almeida Ilori, född 26 februari 1993 i Hampstead, England, är en portugisisk fotbollsspelare (mittback) som spelar för Sporting Lissabon.

## Klubbkarriär

### Sporting Lissabon
Ilori är född i London av en engelsk pappa med nigerianskt ursprung och en portugisisk mamma. Han började spela fotboll i Sporting Lissabons ungdomslag 2006, då som anfallare.
Den 6 november 2011 gjorde Ilori sin officiella debut för Sporting Lissabons A-lag. Han spelade då hela matchen i en 3–1-vinst hemma mot UD Leiria. Den 14 december spelade han sin första match i UEFA Europa League, han startade då i en gruppspelsmatch som Sporting förlorade mot Lazio med 0–2. Men Sporting Lissabon hade då redan säkrat förstaplaceringen i gruppen. Redan i hans fjärde match för Sporting Lissabon gjorde han sitt första mål, som kom redan i den sjätte matchminuten i en 3–2-vinst.

### Liverpool
Den 2 september 2013 blev Ilori köpt av Liverpool för en ej offentliggjord summa. Engelska fotbollsförbundet pratade då med Ilori om att byta nationalitet och representera England.
Den 5 januari 2014 satt Ilori för första gången på bänken för hans nya klubb, det var i en FA-cupen-match mot Oldham Athletic. Femton dagar senare blev han utlånad till Granada CF i La Liga, till säsongen var slut. Den 7 februari gjorde han sin debut för Granada CF i en 0–1-förlust borta mot RCD Espanyol. Nästa match fick han börja från start och spelade då även fram till Piti som gjorde matchens enda mål mot Real Betis.
Aston Villa signade Ilori för ett lån den 1 september 2015.

### Reading
Den 18 januari 2017 värvades Ilori av Reading, där han skrev på ett 3,5-årskontrakt.

### Återvändande till Sporting Lissabon
Den 29 januari 2019 återvände Ilori till Sporting där han tecknade ett kontrakt till sommaren 2024.

## Statistik
| Säsong    | Klubb       | Liga           | Liga | Liga  | Cup  | Cup   | Liga Cup | Liga Cup | Europa | Europa | Totalt | Totalt |
| Säsong    | Klubb       | Liga           | Apps | Goals | Apps | Goals | Apps     | Goals    | Apps   | Goals  | Apps   | Goals  |
| --------- | ----------- | -------------- | ---- | ----- | ---- | ----- | -------- | -------- | ------ | ------ | ------ | ------ |
| 2011–2012 | Sporting    | Primeira Liga  | 1    | 0     | 0    | 0     | 0        | 0        | 1      | 0      | 2      | 0      |
| 2012–2013 | Sporting    | Primeira Liga  | 11   | 1     | 0    | 0     | 0        | 0        | 1      | 0      | 12     | 1      |
| 2013–2014 | Liverpool   | Premier League | 0    | 0     | 0    | 0     | 0        | 0        | —      | —      | 0      | 0      |
| 2013–2014 | Granada     | La Liga        | 9    | 0     | 0    | 0     | 0        | 0        | —      | —      | 9      | 0      |
| 2014–2015 | Bordeaux    | Ligue 1        | 12   | 1     | 2    | 0     | 1        | 0        | —      | —      | 15     | 1      |
| 2015-2016 | Aston Villa | Premier League | 0    | 0     | 0    | 0     | 0        | 0        |        |        | 0      | 0      |
| Totalt    | Totalt      | Totalt         | 33   | 2     | 2    | 0     | 1        | 0        | 2      | 0      | 38     | 2      |